# Pa Dibba
Pa Amat Dibba, född 15 oktober 1987 i Farafenni, är en gambisk-svensk fotbollsspelare (anfallare) som spelar för IFK Haninge.

## Klubbkarriär
Började sin karriär som pojklagsspelare i Hammarby IF. Som pojklagsspelare fick representera klubbens pojkar födda 1988 trots att han var född 1987. Efter 1 år i klubben fick även de äldre lagen upp ögon för hans teknik, snabbhet och målsinne. Fram till juniorlaget spelade han i pojklagen 88, 87 o 86. 
Som junior fick han aldrig riktigt chansen i Hammarby IF. Efter ha nobbats av Hammarby TTF gick till Brandbergens IF. Efter 1 år i Brandbergens IF gick till GIF Sundsvall där han stannade fem år, innan han återvände till Hammarby.. 
Den 8 augusti 2016 presenterade Hammarby IF värvningen av Pa Dibba som skrev på ett treårskontrakt med klubben. Hammarby värvade honom från GIF Sundsvall för en ryktad summa på runt en miljon svenska kronor. Pa Dibba blev spelklar för Hammarby IF den 15 augusti. 
Den 28 juni 2018 värvades Dibba av kinesiska Shenzhen, där han skrev på ett treårskontrakt. I februari 2019 lånades Dibba ut till Shanghai Shenxin på ett låneavtal över säsongen 2019. I januari 2020 värvades Dibba av turkiska Adana Demirspor. Den 23 augusti 2021 värvades Dibba av turkiska Eyüpspor, där han skrev på ett tvåårskontrakt.
I augusti 2023 återvände Dibba till Sverige och skrev på för division 2-klubben IFK Haninge.

## Landslagskarriär
Dibba debuterade för Gambias landslag den 13 juni 2015 mot Sydafrika (0–0).